# Сасирети (Карельский муниципалитет)
Сасирети (груз. სასირეთი) — село в Грузии, на территории Карельского муниципалитета края (мхаре) Шида-Картли.

## География
Село находится в центральной части Грузии, к северу от реки Куры, на расстоянии приблизительно 6 километров (по прямой) к северо-востоку от города Карели, административного центра муниципалитета. Абсолютная высота — 720 метров над уровнем моря.

## Население
По результатам официальной переписи населения 2014 года в Сасирети проживало 304 человека (164 мужчины и 130 женщин). В национальной структуре населения грузины составляли 99,7 %.
| Год  | Население, человек |
| ---- | ------------------ |
| 2002 | 370                |
| 2014 | ↘ 304              |